# 米卡埃拉·雷特吉
米卡埃拉·雷特吉（西班牙語：Micaela Retegui，1996年4月23日—），阿根廷女子曲棍球运动员。她曾代表阿根廷国家队参加2020年夏季奥林匹克运动会曲棍球比赛，获得一枚银牌。